# Perla Edith Martínez Ríos

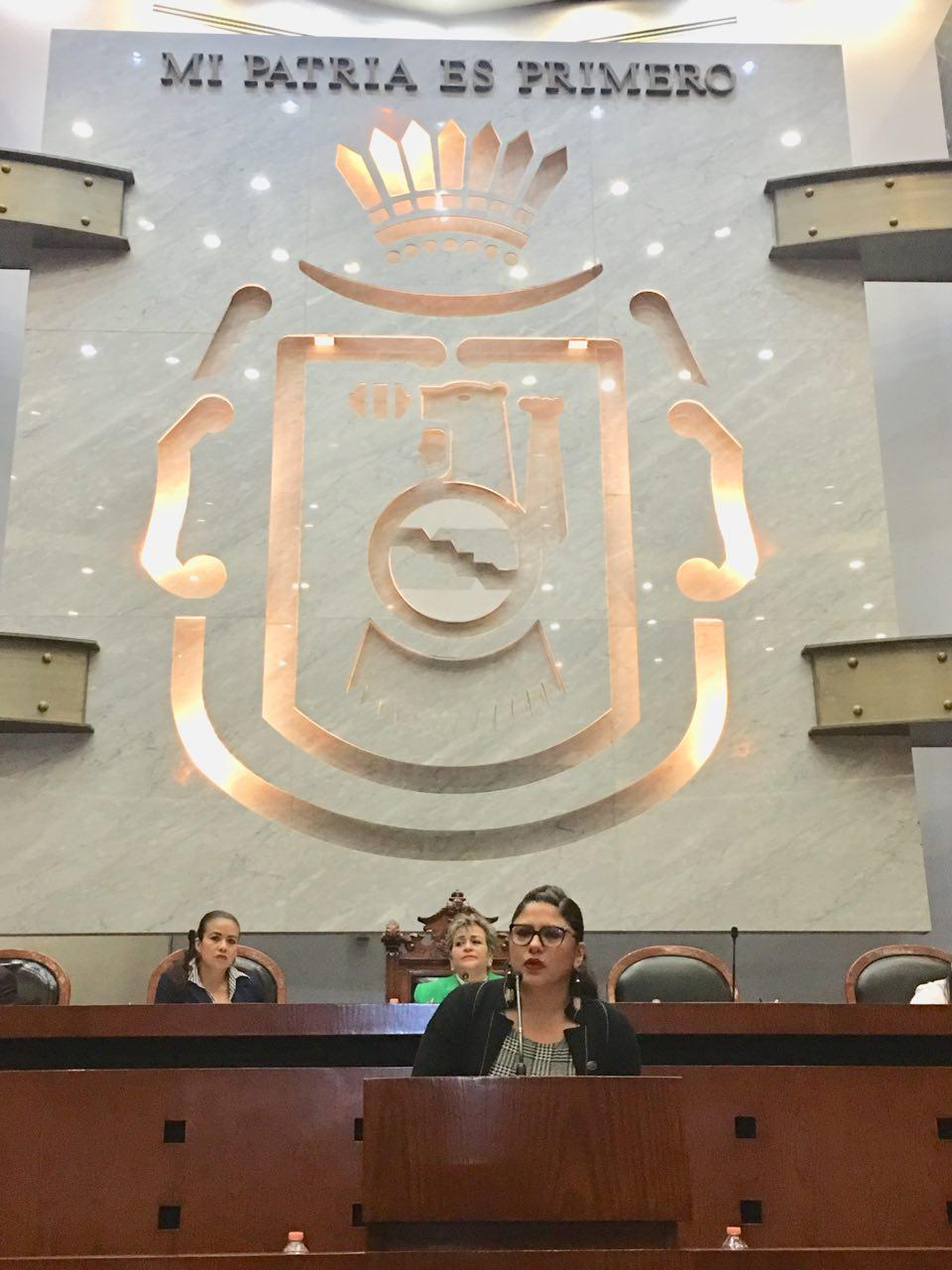
Perla Edith Martínez en el Congreso del Estado de Guerrero

Perla Edith Martínez Ríos (Acapulco de Juárez, Guerrero, 14 de junio de 1981) es licenciada en Educación Primaria y política mexicana de izquierda, miembro del Partido de la Revolución Democrática. Fue diputada local Plurinominal de la LXII Legislatura del H. Congreso del Estado Libre y Soberano de Guerrero Es esposa del expresidente municipal de Acapulco de Juárez, Evodio Velázquez Aguirre, por lo que desempeñó el cargo honorario de Presidenta del Sistema Municipal para el Desarrollo Integral de las Familias (DIF) en la administración 2015-2018.